# Hans Martin
Hans Martin, född 1950, är en finlandssvensk sångare från Sundom, i Finland, med dansbandsmusik och kristna sånger på sin repertoar. Hans Martin var 1980–2000 solist i dansbandet Tommys. Som soloartist har han noterats för listframgångar i Norge och Sverige.

## Solodiskografi

### Album
- 2002 - Landet där solen ej går ner
- 2004 - Den blomstertid nu kommer
- 2005 - Minnenas promenad
- 2007 - Mina egna favoriter (anges som Hans Martin & Tommys)
- 2008 - Högtidsstund (med Tommys)
- 2008 - Där rosor aldrig dör
- 2009 - Höstglöd
- 2012 - Här är jag hemma
- 2013 - Vägen hem
- 2016 - Ännu en gång
- 2017 - Dansfavoriter

### Fotnoter
1. ↑  ”Hans Martin”. Norwegiancharts. Arkiverad från originalet den 7 maj 2016. https://web.archive.org/web/20160507141045/http://www.norwegiancharts.com/showinterpret.asp?interpret=Hans+Martin. Läst 10 oktober 2015.
2. ↑  ”Hans Martin”. Swedishcharts. http://www.swedishcharts.com/showinterpret.asp?interpret=Hans+Martin. Läst 10 oktober 2015.